# Kloster La Frenade
Das Kloster La Frenade (kurz auch Frenada genannt) ist eine ehemalige Zisterzienserabtei in der Gemeinde Merpins im Département Charente, Region Nouvelle-Aquitaine, in Frankreich, an den Hängen des Flüsschens Né, der unweit unterhalb in die Charente fließt, rund 6 km südwestlich von Cognac.

## Geschichte

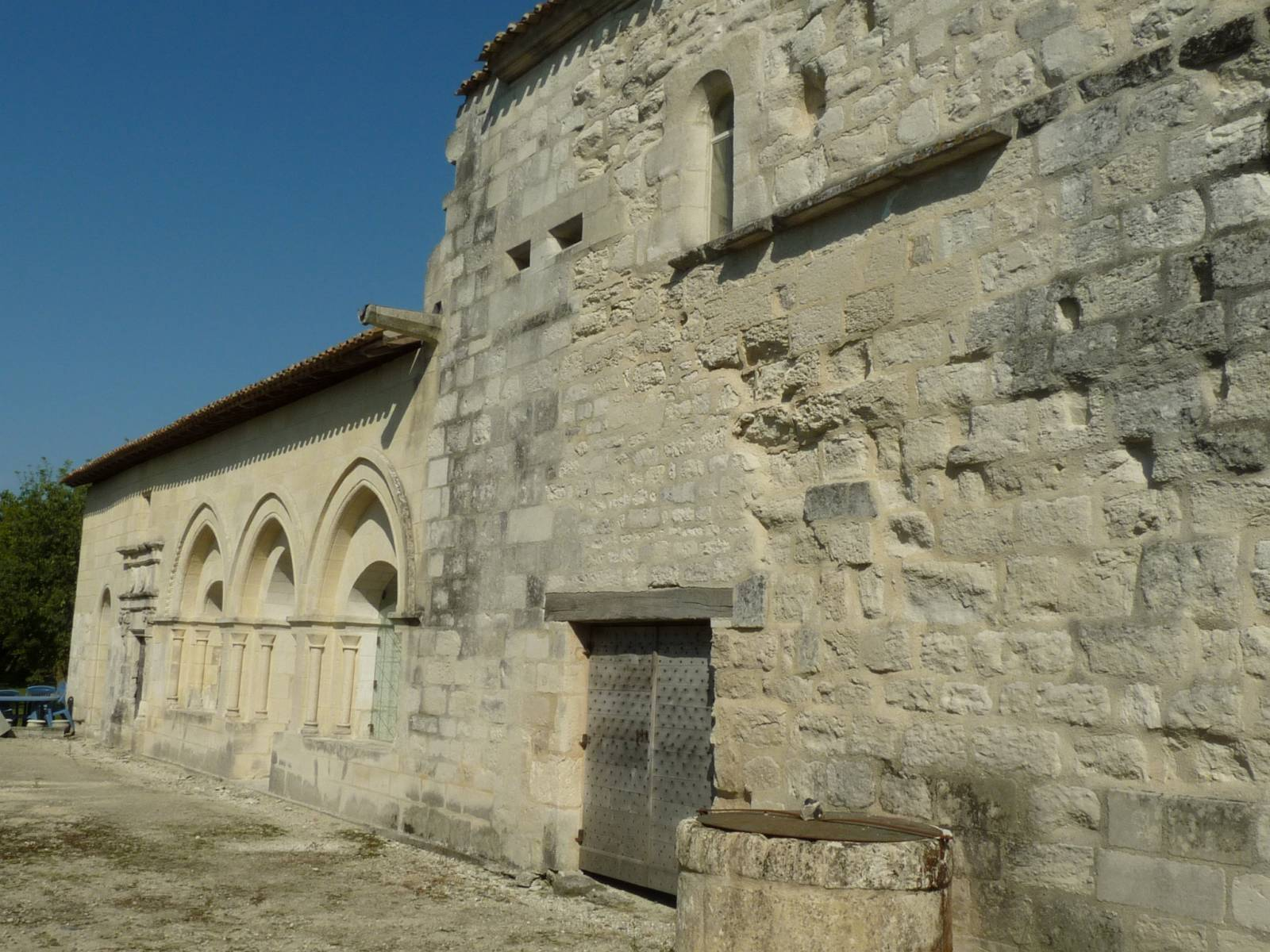
Abtei La Frenade

Das Kloster wurde 1140 mit Unterstützung der Herren von Cognac gegründet, kam 1151 an den Zisterzienserorden und unterstellte sich dem Kloster Obazine (Aubazine), das sich selbst einige Jahre zuvor dem Zisterzienserorden angeschlossen hatte. Damit gehörte es der Filiation des Klosters Cîteaux an. Das Kloster wurde in den Hugenottenkriegen im 16. Jahrhundert verwüstet und befand sich danach in einem beklagenswerten Zustand. Bei seiner Auflösung zählte es nur noch einen Mönch. Während der Französischen Revolution fand das Kloster 1791 sein Ende. 

## Bauten und Anlage

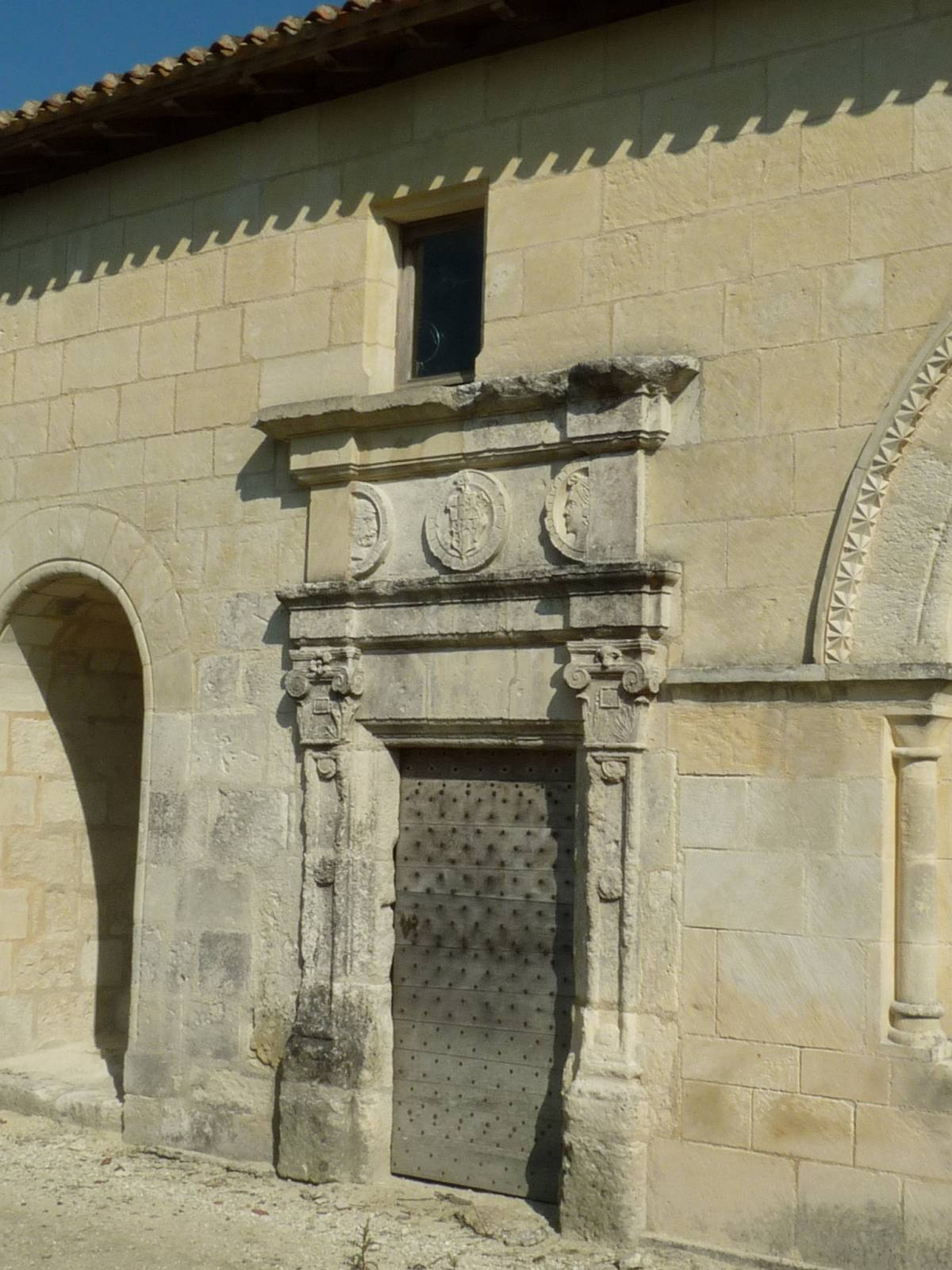
Renaissanceportal

Von der Kirche sind unbedeutende Ruinen erhalten, nämlich ein Teil der Schiffswand aus dem 12. Jahrhundert. Die Reste des Kapitelsaals stammen aus dem 16. Jahrhundert und sind bedeutender. Die drei Öffnungen sind spitzbogig und wurden in jüngerer Zeit restauriert. Zwei Säulen und die Gewölbe des Kapitelsaals stammen nicht mehr aus der Gründungszeit. Zum ehemaligen Dormitorium führt eine Treppe mit einem Renaissanceportal. Ausgrabungen haben einige Fußbodenfliesen zutage gefördert.